# Fehérarcú bóbitásgibbon
A fehérarcú bóbitásgibbon (Nomascus leucogenys) egy gibbonfaj, mely Délkelet-Ázsiában él.

## Életmódja
Nagyon keveset tudunk viselkedéséről. A fehérarcú bóbitásgibbon az élete nagy részét a fákon tölti. Tápláléka főleg levelek, gyümölcsök, virágok, gerinctelenekből áll.
A fehérarcú bóbitásgibbon súlyosan veszélyeztetett az emberi beavatkozások miatt.